# A Kárhozott Vidék
A Kárhozott Vidék (eredeti cím: In the Lost Lands) 2025-ben bemutatott koprodukciós fantasy kalandfilm, amelyet Constantin Werner forgatókönyvéből Paul W. S. Anderson rendezett. A történet alapjául George R. R. Martin In the Lost Lands című regénye szolgált. A főbb szerepekben Milla Jovovich és Dave Bautista látható.
A filmet 2025. február 27-én mutatták be először Ausztráliában. Az Amerikai Egyesült Államokban március 7-én került a mozikba, míg Magyarországon május 8-án jelenik meg a Fórum Hungary forgalmazásában.

## Cselekmény
A világ túlélt egy apokalipszist. Napjainkban a bolygó inkább egy felperzselt pusztaságra hasonlít, ahol minden sarkon veszély leselkedik. Azok, akiknek sikerült túlélniük, egy hegy alatti városban találtak menedéket. Itt a Legfelsőbb Nagyúr uralkodik, és a rend neki van alárendelve. Valójában azonban a város királya már régen megbukott, és minden hatalmat a Rend irányít. A világ többi részét, ahol a halál és a kétségbeesés uralkodik, gyakran „Kárhozott Vidékként” emlegetik.
Gray Alys a vallási közösség újabb áldozatává válik, ahogy a rend pozícionálja magát. A nőt boszorkánysággal vádolják, amiért halálbüntetés jár. Mivel Alys-nek valójában természetfeletti képességei vannak, sikerül megszöknie. Később a város nyomornegyedében a királynő megtalálja őt, hogy felhasználhassa a boszorkány segítségét. Alys ugyanis azzal a képességgel rendelkezik, hogy teljesíti mások kívánságait, de gyakran megbánja azokat. A királynő mégis arra kéri a boszorkányt, ajándékozza meg képességével, hogy vérfarkassá álváltoztatja. Alys beleegyezik, bár figyelmezteti a lehetséges következményekre.
A királynő kívánságának teljesítéséhez Alys-nek szüksége van a titokzatos vadász, Boyce segítségére. Ő szinte az egyetlen, aki el mer utazni a Kárhozott Vidékre, és van ötlete, hol keresse a vérfarkast. Alys-nek és Boyce-nak azonban még telihold előtt oda kell érnie, mivel teliholdkor lehet elvenni a vérfarkas erejét.
Közben a Rend szolgái a boszorkány nyomába erednek. Alyst veszélyforrásnak tekintik, mivel a nő elkezdte lelkesíteni a város lakosságát, hogy harcoljanak a fennálló rendszer ellen.
A telihold fényében a Alys és Boyce elérik a Koponya-folyót. Boyce-ról kiderül, valójában az alakváltó Sardornak adja ki magát. A holdfényben farkassá változik. Alys ezüstkarmokkal legyőzi Boyce-t, így ő nem képes továbbhaladni. Boyce újra emberré válik, de Alys bevallja neki, tudta, hogy alakváltó, ezért ezüsttel megmérgezte. Alys a hold fényében megöli Boyce-t, megnyúzza a testét, majd eltemeti a maradványokat.
Alys elviszi Boyce bőrét a királynőnek. Jerais azt állítja, Alys cserbenhagyta őt, de a Királynő visszavág, mivel Alys azt adta neki, amire igazán vágyott. Miután a királynő megtudja, hogy Boyce alakváltó, feldühödve megöli Jerais-t, mivel ő tudott erről. A Kárhozott Vidéken a Nagyúr halála és az Egyház bukása után fellázadnak. A királynő elmenekül, miközben Boyce bőre elkezd égni a nap alatt. Boyce feltámad a sírjából, és keresni kezdi a Gray Alyst, azzal a szándékkal, hogy bosszúból megölje. Ugyanolyan erősen hitt a halálból való visszatérésben, mint a közelgő fellázadásban. Boyce és Alys végül összefognak, hogy együtt maradjanak életben és vadásszanak a Kárhozott Vidéken.

## Szereplők
| Szerep              | Színész               | Magyar hang        |
| ------------------- | --------------------- | ------------------ |
| Boyce               | Dave Bautista         | Ifj. Jászai László |
| Gray Alys           | Milla Jovovich        | Détár Enikő        |
| Ash                 | Arly Jover            | Bertalan Ágnes     |
| Melange             | Amara Okereke         | Pikali Gerda       |
| Johan patriarchátus | Fraser James          | Kálid Artúr        |
| Jerais              | Simon Lööf            | Kádár-Szabó Bence  |
| Mara                | Deirdre Mullins       | Sipos Eszter Anna  |
| Ross                | Sebastian Stankiewicz | Potocsny Andor     |
| Nagyúr              | Jacek Dzisiewicz      | Karsai István      |
| Pöröly              | Tue Lunding           | Tárnok Csaba       |
| Az idegen           | Ian Hanmore           |                    |
| őreg hajléktalan nő | Eveline Hall          |                    |
| bába                | Kamila Klamut         |                    |
| fiatal lány         | Caoilinn Springall    |                    |
| A szerencsejátékos  | Pawel Wysocki         |                    |
| fiatal szerzetes    | Jan Kowalewski        | Rékasi Szabolcs    |
| kívülálló           | Tomasz Cymerman       |                    |
| Kane                | Nicolas Stone         |                    |

### Magyar változat
- Főcím: Egressy G. Tamás
- Magyar szöveg: Kis János
- Hangmérnök és vágó: Szabó Miklós
- Gyártásvezető: Boskó Andrea
- Szinkronrendező: Kosztola Tibor
- Produkciós vezető: Jávor Barbara

A szinkront a Dub4 Studios készítette el.

## A film készítése
2015 februárjában jelentették be, hogy Constantin Werner megvásárolta George R. R. Martin három regényének jogait: „The Lonely Songs of Laren Dorr”, In the Lost Lands és Bitterblooms. Werner azt tervezte, hogy mindhárom történetet egyetlen filmbe dolgozza át, amelyben Milla Jovovich játszaná Gray Alys-t, Justin Chatwin pedig Boyce-t. A filmnek ez a változata azonban nem valósult meg, és a projekt bizonytalan helyzetbe került. 
2021-ben a film újra napvilágot látott Paul W. S. Anderson rendezővel, Jovovich férjével, aki a Resident Evil-filmsorozat, A három testőr (2011) és a Monster Hunter – Szörnybirodalom (2020) című filmeken dolgozott együtt. Dave Bautista váltotta Chatwint Boyce szerepében, Werner pedig társíróként és producerként működött közre. Werner szerint a film forgatását a tervek szerint 2021 végén vagy 2022 elején kezdték volna el, de végül 2022 végére halasztották. Egy 2022 augusztusában, a forgatás előtt adott interjúban Anderson „westernként” jellemezte a filmet, mondván: „Alapjában véve nagyon is western, mivel minden olyan ikonográfiát tartalmaz, amit egy westernhez szokás társítani. A film egy posztapokaliptikus országban játszódik, így a felszínen nem western, de a szíve mélyén egyértelműen western. Rengeteg westerntrópiával, történetmeséléssel és képi világgal foglalkozik, úgyhogy nagyon izgatott voltam, hogy ezzel foglalkozhatunk.”
A forgatás 2022. november 14-én kezdődött a lengyelországi Alvernia stúdióban és 2023 februárjában, 46 nap után fejeződött be.
A vizuális effekteket a Herne Hill Media készítette, amely korábban Anderson Resident Evil-filmsorozatán és a Monster Hunter – Szörnybirodalom című filmjén is dolgozott.
2023 februárjában R. R. Martin a Twitteren jelezte, hogy a forgatás Lengyelországban befejeződött, és az utómunka folyamatban van.

## Bemutató
2024 szeptemberében a Vertical Entertainment megvásárolta a film amerikai forgalmazási jogait. 2024 novemberében Martin elárulta, hogy a film amerikai bemutatója 2025. február 28-án lesz. 2025. január 8-án bejelentették, hogy a filmet ugyanezen év március 7-ére halasztották.
A Kárhozott Vidék németországi megjelenési dátumát eredetileg 2024. szeptember 26-ra tűzték ki, majd a Constantin Film műsortervében a Megalopolisz helyettesítette.

## Fogadtatás
Az Amerikai Egyesült Államokban és Kanadában 1,9 millió dollárt, más területeken 2,3 millió dollárt hozott, így világszerte összesen 4,1 millió dolláros bevételt ért el. A nyitóhétvégén 1370 moziban 1,1 millió dollárt gyűjtött.
A Rotten Tomatoes weboldalon 25%-os értékelést kapott 55 kritika alapján, az átlagos értékelése 3,6 pont a tízből. A honlapon a konszenzus a következőképpen hangzik: „George R. R. Martin anyagát egy érthetetlen szemfényvesztésre pazarolta el, Paul W. S. Anderson A Kárhozott Vidék című filmjének jól jönne egy saját térkép a pusztaságból.” A Metacritic 41 pontot adott a filmnek a 100-ból, 17 kritikus értékelése alapján, ami „vegyes vagy átlagos” kritikákat jelez.